# Finland op het Eurovisiesongfestival 1981
Finland nam in 1981 deel aan het Eurovisiesongfestival in Dublin, Ierland. Het was de twintigste deelname van het land op het festival. Het land werd vertegenwoordigd door Riki Sorsa met het lied Reggae OK.

## Selectieprocedure
De finale werd gehouden in de studio's van YLE in Helsinki. In totaal deden er acht liedjes mee aan deze finale. De winnaar werd gekozen door een expert jury.

#### Uitslag
| Volgorde | Artiest                  | Lied                          | Punten | Plaats |
| -------- | ------------------------ | ----------------------------- | ------ | ------ |
| 1        | Tapani Kansa             | Sunnuntailapsi                | 5      | 6de    |
| 2        | Paula Koivuniemi         | Ei tule toista kertaa         | 1      | 8ste   |
| 3        | Mikko Alatalo            | Leuhkat eväät                 | 30     | 2de    |
| 4        | Frederik                 | Titanic                       | 3      | 7de    |
| 5        | Taiska                   | Hiroshima                     | 27     | 3de    |
| 6        | Markku Aro & Nisa Soraya | Mun suothan tulla vierees sun | 13     | 5de    |
| 7        | Riki Sorsa               | Reggae OK                     | 66     | 1ste   |
| 8        | Juice Leskinen           | Ilomantsi                     | 26     | 4de    |

## In Dublin
Op het Eurovisiesongfestival zelf trad Finland als achtste van twintig deelnemers aan, na Joegoslavië en voor Frankrijk. Aan het einde van de puntentelling stond Finland op een zestiende plaats met 27 punten.
België had geen punten over, Nederland 5 punten voor de Finse inzending.

### Gekregen punten

#### Finale
| 12 punten                           | 10 punten | 8 punten | 7 punten          | 6 punten               |
| ----------------------------------- | --------- | -------- | ----------------- | ---------------------- |
|                                     |           |          |                   | - Zweden               |
| 5 punten                            | 4 punten  | 3 punten | 2 punten          | 1 punt                 |
| - Ierland - Nederland - Zwitserland |           |          | - Israël - Spanje | - Frankrijk - Portugal |

### Punten gegeven door Finland

#### Finale
Punten gegeven in de finale:
| 12 punten | Zwitserland         |
| 10 punten | Frankrijk           |
| 8 punten  | Joegoslavië         |
| 7 punten  | Duitsland           |
| 6 punten  | Israël              |
| 5 punten  | Turkije             |
| 4 punten  | Luxemburg           |
| 3 punten  | Verenigd Koninkrijk |
| 2 punten  | België              |
| 1 punt    | Zweden              |

1961 · 1962 · 1963 · 1964 · 1965 · 1966 · 1967 · 1968 · 1969 · 1970 · 1971 · 1972 · 1973 · 1974 · 1975 · 1976 · 1977 · 1978 · 1979 · 1980 · 1981 · 1982 · 1983 · 1984 · 1985 · 1986 · 1987 · 1988 · 1989 · 1990 · 1991 · 1992 · 1993 · 1994 · 1995 · 1996 · 1997 · 1998 · 1999 · 2000 · 2001 · 2002 · 2003 · 2004 · 2005 · 2006 · 2007 · 2008 · 2009 · 2010 · 2011 · 2012 · 2013 · 2014 · 2015 · 2016 · 2017 · 2018 · 2019 · 2020 · 2021 · 2022 · 2023 · 2024 · 2025